# دریاچه واناکا
دریاچه واناکا (به انگلیسی: Lake Wānaka) چهارمین دریاچه بزرگ نیوزیلند است که در جزیره جنوبی و در کنار واناکا در اوتاگو واقع شده‌است. در 278 متر بالاتر از سطح دریا مساحت آن ۱۹۲ کیلومترمربع و عمق آن تا ۳۱۱ متر هم می‌شود؛ و در نزدیکی کوه آسپیرینگ در پارک ملی کوه اسپرینگ واقع شده‌است. دریاچه ای عمیق به نظر می‌رسد و در منطقه ای کوهستانی واقع شده‌است. تا جکسون بی که نزدیکترین ساحل است ۸۱ کیلومتر فاصله دارد. در فاصله ۲۰ کیلومتری دریاچه هاویا واقع شده و بین این دو دریاچه تکه ای زمین به قطر ۷ کیلومتر واقع است که دنک نامیده می‌شود. شهر واناکا در فاصله ۵۴ مایلی دریاچه و شهر کویینزتاون است و در شمال این دریاچه واقع شده‌است. دریاچه هاویا در شرق آن قرار دارد و شهر واناکا در جنوب آن قرار دارد. در منطقه دریاچه‌های کویینزتاون قراردارد.